# هنري بوستيك
هنري بوستيك (بالإنجليزية: Henry Landers Bostick)‏ هو لاعب كرة قاعدة أمريكي، ولد في 12 يناير 1895 في بوسطن في الولايات المتحدة، وتوفي في 16 سبتمبر 1968 في دنفر في الولايات المتحدة.

## وصلات خارجية
- هنري بوستيك على موقعبيزبول رفرنس.كوم (الدوري الرئيسي) (الإنجليزية)
- هنري بوستيك على موقعبيزبول رفرنس.كوم (الدوري الثانوي) (الإنجليزية)